# Buochs
Buochs ist eine politische Gemeinde des Kantons Nidwalden in der Schweiz.

## Geographie
Die Gemeinde liegt am Südufer des Vierwaldstättersees, am Nordabhang des Buochserhorns und in der von der Engelberger Aa geschaffenen Ebene nordwestlich davon. Der Hausberg von Buochs ist das Buochserhorn, 1806,8 m ü. M. Das Dorfzentrum liegt auf 435 m ü. M.
Vom gesamten Gemeindegebiet wird beinahe die Hälfte (48 %) landwirtschaftlich genutzt, in der Ebene mit einem grossen Teil, der für den Flugplatz ausgeschieden ist. 34,1 % der Gemeindefläche sind von Wald oder Gehölz bedeckt. Als Siedlungsfläche dienen 16 % des Gemeindeareals; 1,9 % sind unproduktive Flächen.
Vom Buochserhorn fliesst der Rübibach durch das Dorf zum Vierwaldstättersee. Der Kanton Nidwalden musste das steile Tobel dieses Bachs am Berghang wegen häufiger Murgänge mit Bachverbauungen sichern.
Die Gemeinde Buochs grenzt im Norden an Ennetbürgen, im Südosten an Beckenried, im Süden an Oberdorf und im Westen an Stans.

Auf dem Gemeindegebiet liegt bei Rübimattli (etwas südlich der Autobahn) am Nidwaldner Zentrumsweg der Mittelpunkt der Zentralschweiz ().

## Geschichte
Spuren einer frühen Besiedlung des Gebiets von Buochs sind seit der Römerzeit nachgewiesen. Der Ortsname Buochs dürfte von einer spätrömischen Namensform abstammen, wie die ausführliche sprachwissenschaftliche Diskussion gezeigt hat.
Seit 1348 besteht die Organisation der freien Landleute von Buochs, aus der die heutige Genossenkorporation Buochs hervorging. Von dieser hat sich erst 1910 die Korporation Ennetbürgen abgetrennt. Die Genossengeschlechter der Korporation Buochs heissen Achermann, Barmettler, Baumgartner, Bucher, Christen, Ettlin, Frank, Gabriel, Hug, Huser, Niederberger, Odermatt, Risi, Scheuber, Stulz, von Büren, von Holzen, Wyrsch und Zimmermann. Die Genossenkorporation betreibt die Alp Arhölzli an der Südwestflanke des Buochserhorns, pflegt den Schutzwald über dem Dorf Buochs und bewirtschaftete seit 1619 den Buochser Naswald auf der Nordseite der Buochser Seebucht. Seit 2010 ist der Wald ein Naturschutzreservat.
Seit 1454 besteht in Buochs die selbständige Pfarrgemeinde St. Martin. Um 1500 wurde der Lauf der Engelberger Aa erstmals korrigiert.
In der Zeit der Helvetik fiel das Dorf 1798 bei einem Angriff französischer Truppen fast vollständig einem Grossbrand zum Opfer. 52 Personen fanden dabei den Tod.
Seit 1838 gibt es in Buochs Industriebetriebe. 1855 entstand die direkte Kantonsstrasse von Stans nach Buochs mit der Fadenbrücke über die Aa. 1938 entstand auf Land der Genossenkorporation der Militärflugplatz Buochs, 1970 die Autobahn A2, die unmittelbar am Südrand des Dorfes liegt.

Historisches Luftbild aus 400 m von Walter Mittelholzer von 1925

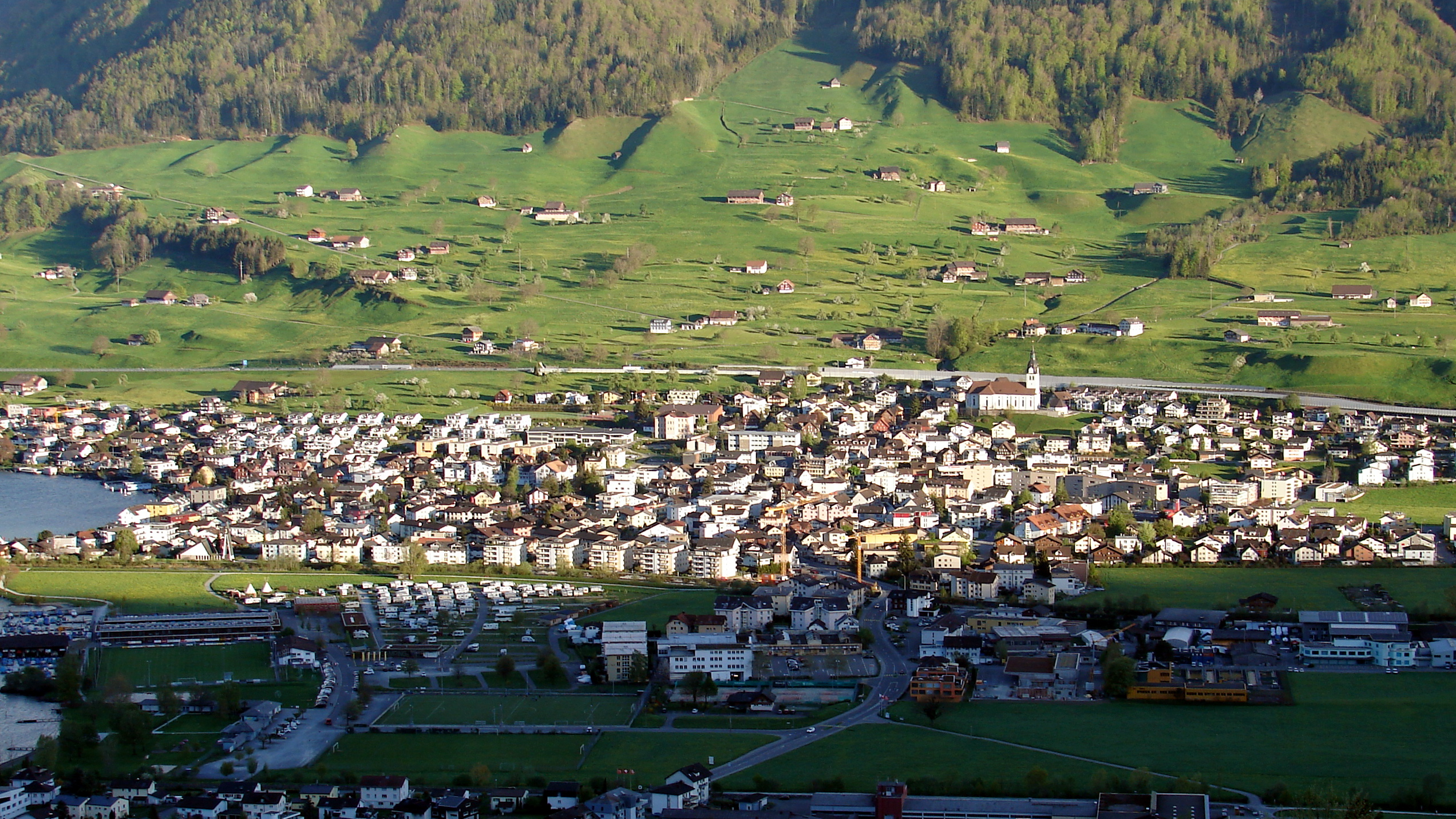
Buochs 2019

## Bevölkerung

### Bevölkerungsentwicklung
Die Einwohnerzahl wuchs zwischen 1850 und 1870 stark an. Im folgenden Jahrzehnt sank sie ein wenig, nahm dann aber ab den 1880er Jahren wieder zu. Insgesamt wuchs die Bevölkerung zwischen 1850 und 1900 um 354 Personen oder 27,6 %. Zwischen 1900 und 1920 kam es zu einer weiteren kleinen Abwanderungsbewegung (1900–1920: −5,4 %). Seither wächst die Einwohnerschaft beständig und beträgt heute mehr als das Vierfache von 1850. Wegen seiner guten Strassenverbindung an der A2 liegt Buochs in Pendlerdistanz zum Grossraum Luzern. Im Jahr 2008 wuchs sie allerdings nur noch um 31 Personen oder 0,6 %. Buochs gehört zur Agglomeration Stans mit (Ende 2008) 30'274 Einwohnern.
Bevölkerungsentwicklung von Buochs seit 1850, Quelle: Volkszählungen (1850–2000 Eidgenössische), Bundesamt für Statistik (ab 2010)

### Sprachen
Die Bevölkerung spricht eine hochalemannische Mundart. Viele darunter noch Nidwaldnerdeutsch – während die grosse Mehrheit der Zugewanderten aus den Kantonen Luzern und Schwyz kommt und die dort üblichen Dialekte spricht. Fast die gesamte Einwohnerschaft spricht als tägliche Umgangssprache deutsch. Bei der letzten Volkszählung im Jahr 2000 gaben 90,9 % Deutsch, 1,8 % Italienisch und 1,7 % Serbokroatisch als Hauptsprache an.

### Religion

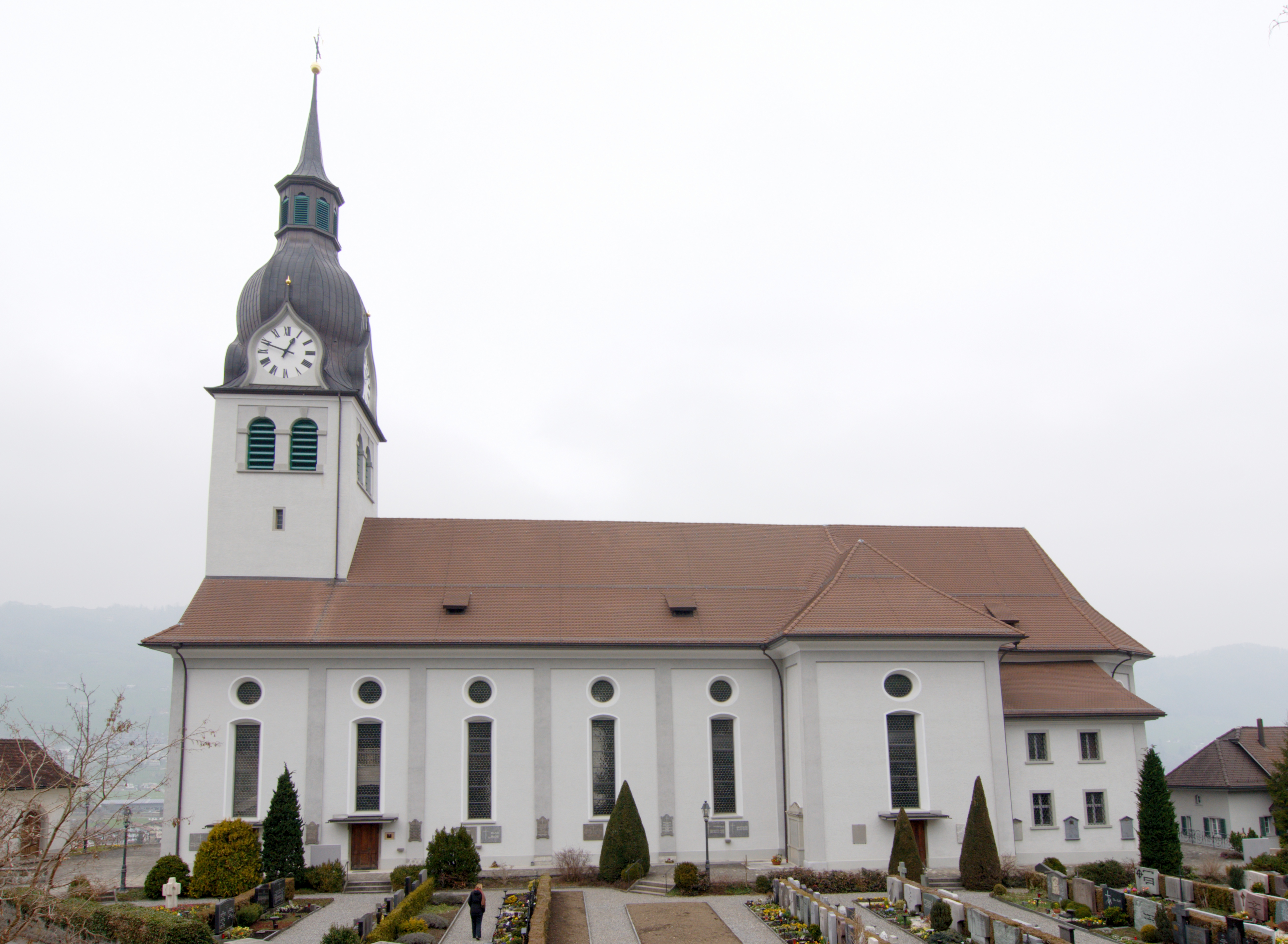
Klassizistische katholische Pfarrkirche St. Martin

Die Bevölkerung gehörte früher vollständig der römisch-katholischen Kirche an. Die Konfessionsverhältnisse im Jahr 2000 lassen immer noch die ursprüngliche Struktur erkennen. 3688 Personen waren katholisch (75,95 %). Daneben gab es 11,68 % evangelisch-reformierte und 2,90 % orthodoxe Christen, 2,51 % Muslime und 4,22 % Konfessionslose. 123 Personen (2,53 %) machten keine Angaben zu ihrem Glaubensbekenntnis.
Die katholischen Pfarrkirche St. Martin, deren erste Vorgängerin in einer Urkunde des Klosters Engelberg von 1157 erwähnt und auch durch archäologische Ausgrabungen nachgewiesen ist, wurde im Oberdorf von 1802 bis 1808 nach Plänen des Architekten Niklaus Purtschert gebaut. Buochs war seit dem Mittelalter die Mutterpfarrei des östlichen Teils des Kantons Nidwalden. Dazu stehen in Buochs mehrere Kapellen, von denen die Obergasskapelle und die Loretokapelle am Nidwaldner Wegabschnitt des Jakobswegs besonders zu erwähnen sind.
Die moderne reformierte Kirche von Buochs, die 1962 eingeweiht wurde, dient dem Evangelisch-reformierten Gemeindekreis Buochs, dem die Evangelisch-Reformierten der Ortschaften Buochs, Beckenried, Emmetten und Ennetbürgen angehören.

### Herkunft – Nationalität
Von den 5411 Bewohnern Ende 2021 waren 4569 (84,44 %) Schweizer Staatsangehörige. Die Zugewanderten stammen mehrheitlich aus Mittel- und Westeuropa (Deutschland 181   und Grossbritannien 39 Personen), aus Südeuropa (Italien 77, Portugal 46 und Spanien 21 Personen), dem ehemaligen Jugoslawien (Mazedonien 79, Kosovo 65, Bosnien-Herzegowina 25 und Serbien 20 Personen), Sri Lanka (29 Personen), Bulgarien (22 Personen) und der Türkei (20 Personen). Bei der Volkszählung 2000 waren 4285 Personen (88,24 %) Schweizer Bürger; davon besassen 175 Personen eine doppelte Staatsbürgerschaft.

### Altersstruktur
Die Gemeinde zählt einen hohen Anteil an Leuten im höheren Alter. Während der Anteil der Personen unter zwanzig Jahren 18,70 % der Ortsbevölkerung ausmacht, sind 20,53 % Senioren (65 Jahre und älter). Die grösste Altersgruppe stellen mittlerweile die Personen zwischen 60 und 79 Jahren. Im Jahr 2000 war es noch die Altersgruppe von 30 bis 44 Jahren. Grund dafür ist die Alterung der Generation der Babyboomer (Jahrgänge bis 1965). Auf 100 Leute im arbeitsfähigen Alter (20–64 Jahre; 3288 Personen) entfallen 31 Junge (1012 Personen) und 34 Menschen (1111 Personen) im Pensionsalter.
Die aktuelle Altersverteilung zeigt folgende Tabelle:
| Alter                                                             | 0–6 Jahre | 7–15 Jahre | 16–19 Jahre | 20–29 Jahre | 30–44 Jahre | 45–59 Jahre | 60–79 Jahre | 80 Jahre und mehr | Einwohner |
| Anzahl                                                            | 353       | 450        | 209         | 617         | 1060        | 1198        | 1253        | 271               | 5411      |
| Anteil                                                            | 6,52 %    | 8,32 %     | 3,86 %      | 11,40 %     | 19,59 %     | 22,14 %     | 23,16 %     | 5,01 %            | 100 %     |
| Quelle: Bundesamt für Statistik, Bevölkerung nach Alter Ende 2021 |           |            |             |             |             |             |             |                   |           |

Die Alterung nimmt zu. Dies beweist der Vergleich mit dem Jahr 2000. Bei der letzten Volkszählung im Jahr 2000 ergab sich folgende Altersstruktur:
| Alter  | 0–6 Jahre | 7–15 Jahre | 16–19 Jahre | 20–29 Jahre | 30–44 Jahre | 45–59 Jahre | 60–79 Jahre | 80 Jahre und mehr | Einwohner |
| Anzahl | 407       | 645        | 246         | 587         | 1252        | 918         | 634         | 167               | 4856      |
| Anteil | 8,38 %    | 13,28 %    | 5,07 %      | 12,09 %     | 25,78 %     | 18,90 %     | 13,06 %     | 3,44 %            | 100 %     |

## Wirtschaft
In Buochs ist die Arbeitslosigkeit tief; die Sozialhilfenquote betrug 2019 1,05 %. Im Jahr 2020 waren von 1900 Beschäftigten 1039 männlich und 861 weiblich. Die Mehrheit der Beschäftigten arbeitete 2021 in Dienstleistungsunternehmen (Sektor 3). Danach folgte der Bereich Industrie und Gewerbe (Sektor 2). Der bis ins 20. Jahrhundert dominierende Bereich Landwirtschaft/Forstwirtschaft/Fischerei (Sektor 1) ist nur noch von untergeordneter Bedeutung. Die Zahlen für die drei Sektoren sehen wie folgt aus:
| | 1. Sektor | 1. Sektor    | 1. Sektor         | 2. Sektor | 2. Sektor    | 2. Sektor         | 3. Sektor | 3. Sektor    | 3. Sektor         | Total    | Total        | Total             |
| | Betriebe  | Beschäftigte | Vollzeit- stellen | Betriebe  | Beschäftigte | Vollzeit- stellen | Betriebe  | Beschäftigte | Vollzeit- stellen | Betriebe | Beschäftigte | Vollzeit- stellen |
| Anzahl | 40        | 116          | 75                | 74        | 495          | 416               | 277       | 1289         | 883               | 391      | 1900         | 1374              |
| Anteil | 10,23 %   | 6,11 %       | 5,46 %            | 18,93 %   | 26,05 %      | 30,28 %           | 70,84 %   | 67,84 %      | 64,26 %           | 100 %    | 100 %        | 100 %             |
| Quelle: Bundesamt für Statistik; Statistik der Unternehmensstruktur STATENT, Arbeitsstätten und Beschäftigte nach Gemeinde und Wirtschaftssektoren |           |              |                   |           |              |                   |           |              |                   |          |              |                   |

Laut der Volkszählung 2000 gab es 1536 Erwerbstätige in Buochs. Davon waren 857 (55,79 %) Einheimische und 679 Zupendelnde. Mehr als 70 % der Zupendelnden kamen aus dem Kanton Nidwalden. Im gleichen Jahr waren 2653 Menschen aus Buochs erwerbstätig. Somit arbeiteten 1796 Personen in anderen Gemeinden. Nach Stans pendelten 640 Personen (= 35,6 % aller Wegpendelnden). Ausserhalb des Kantons arbeiteten die meisten Wegpendler in der Stadt Luzern (240 Personen), in Kriens (61) und in Emmen (59).

## Verkehr

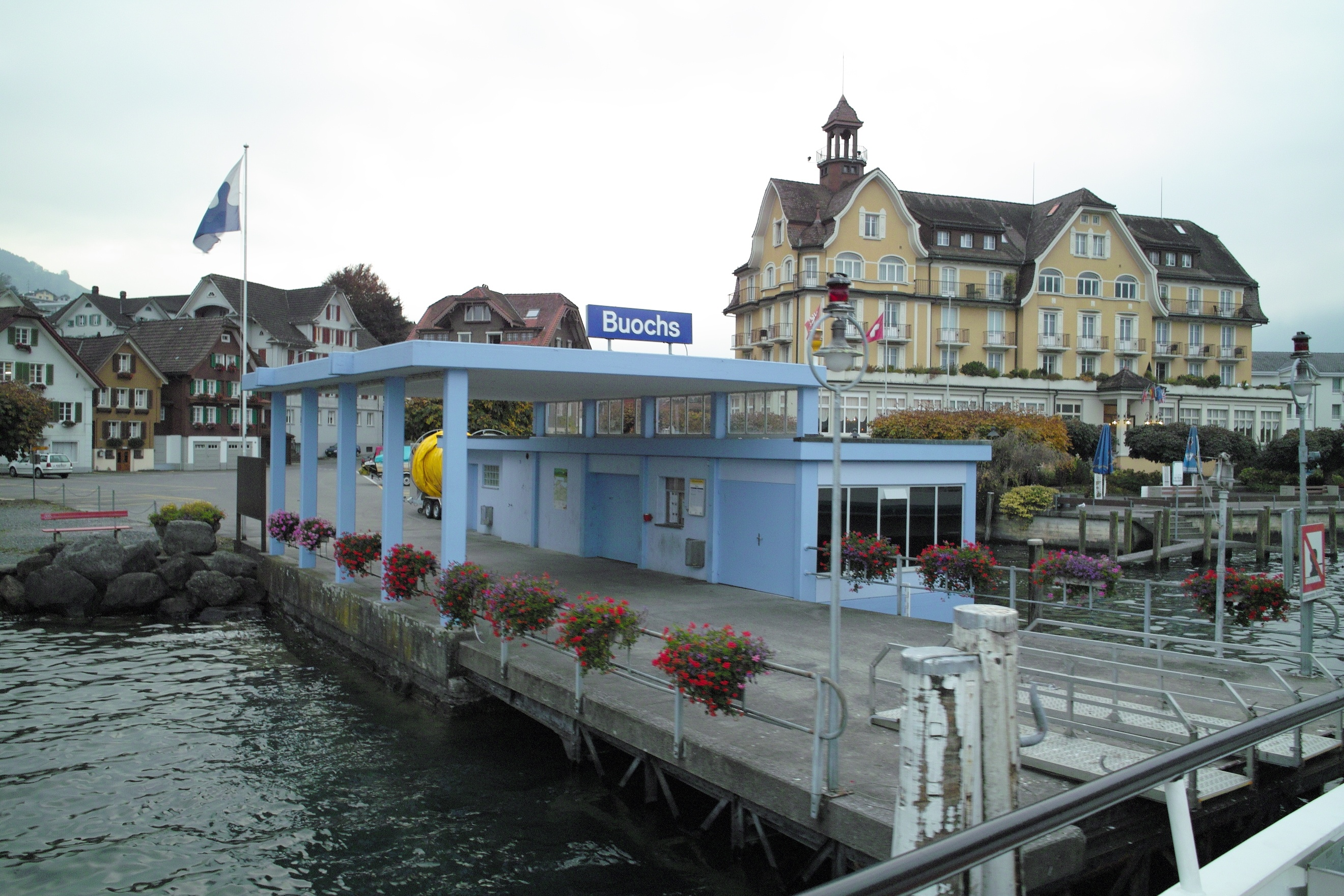
Schiffstation Buochs

Buochs liegt an der Autobahn A2 Basel–Luzern–Gotthard und hat eine Autobahneinfahrt. Auf dem Gemeindegebiet befindet sich der grösste Teil der Landebahn des Flugplatzes Buochs.
Die Gemeinde ist auf der Hauptstrasse durch die Postautolinie (Länderpark–)Stans Bahnhof–Seelisberg erschlossen.
Auf dem See ist die Schiffsstation Buochs im Sommer mit Kursschiffen der Schifffahrtsgesellschaft Vierwaldstättersee erreichbar.

## Sport und Freizeit
Im Juli 2009 fanden auf der Engelberger Aa die Junior Wildwater Worldchampionships (Junioren-Weltmeisterschaft in der Wildwasser-Abfahrt) des Internationalen Kanuverbands ICF statt.
In Buochs gibt es zahlreiche Vereine. Darunter sind der Musikverein Buochs (gegründet 1895), die Schützengesellschaft Buochs (gegr. 1845), die Theatergesellschaft Buochs (gegr. 1860), der Fussballverein Sportclub Buochs (SC Buochs, gegr. 1934), der Samariterverein Buochs (gegr. um 1940), die Pfadi St. Martin Buochs (gegr. 1941), der Skiclub Buochs (gegr. 1946), der Volleyballclub Buochs (gegr. 1974) und der Kanu Club Nidwalden (gegr. 1999).
Am Ufer des Vierwaldstättersees liegen das Strandbad Buochs-Ennetbürgen mit dem 2015 eröffneten Wassersportzentrum Nidwalden, der 1934 für den SC Buochs errichtete Sportplatz Seefeld, der Bootshafen der Genossenkorporation Buochs und ein Campingplatz des TCS.
Die Alpinlift Helikopter AG in Buochs führt vom Flugplatz Buochs aus neben Frachtflügen auch Freizeittransporte durch. Von Buochs aus starten auch die Piloten der Segelfluggruppe Nidwalden.

## Bilder

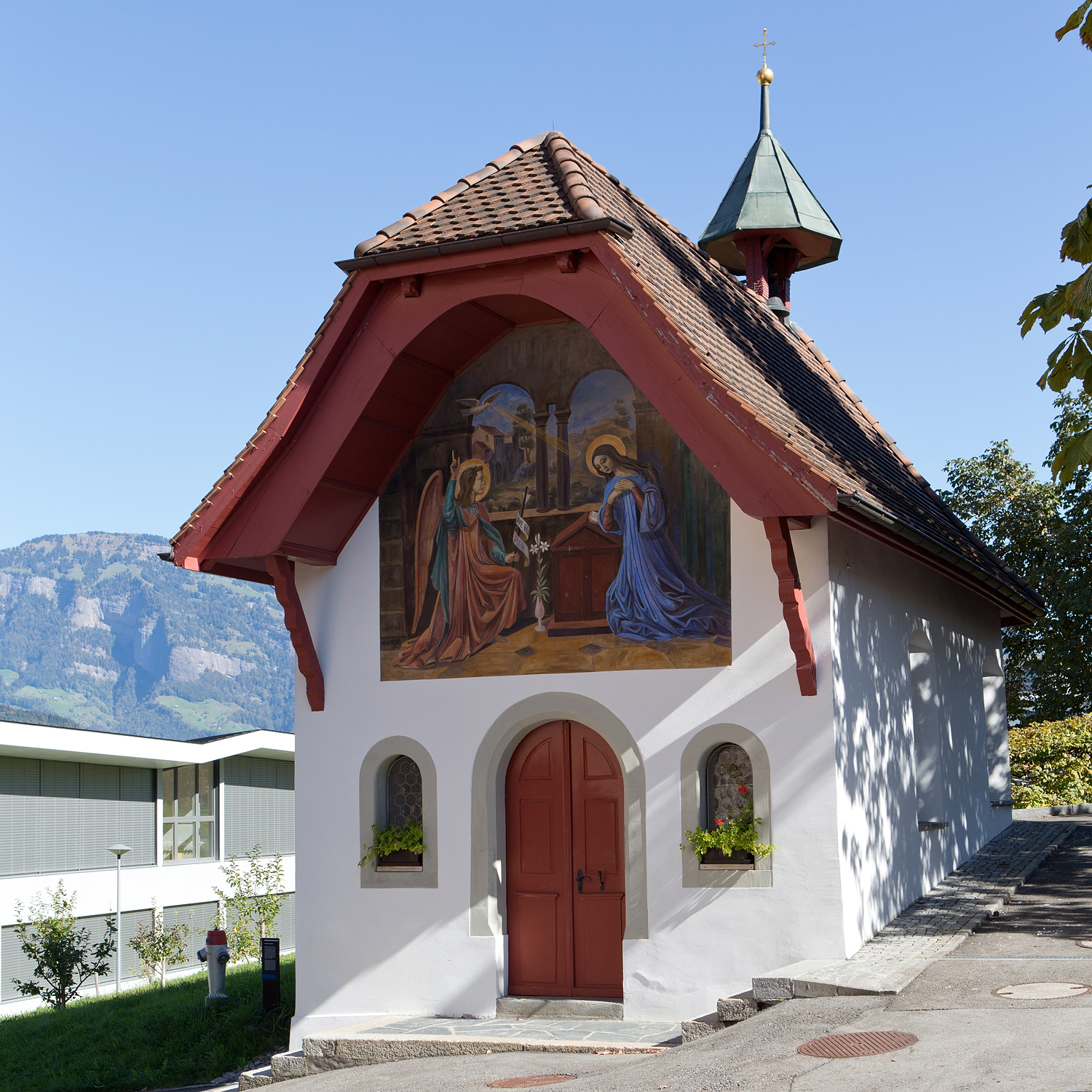
Nothelferkapelle
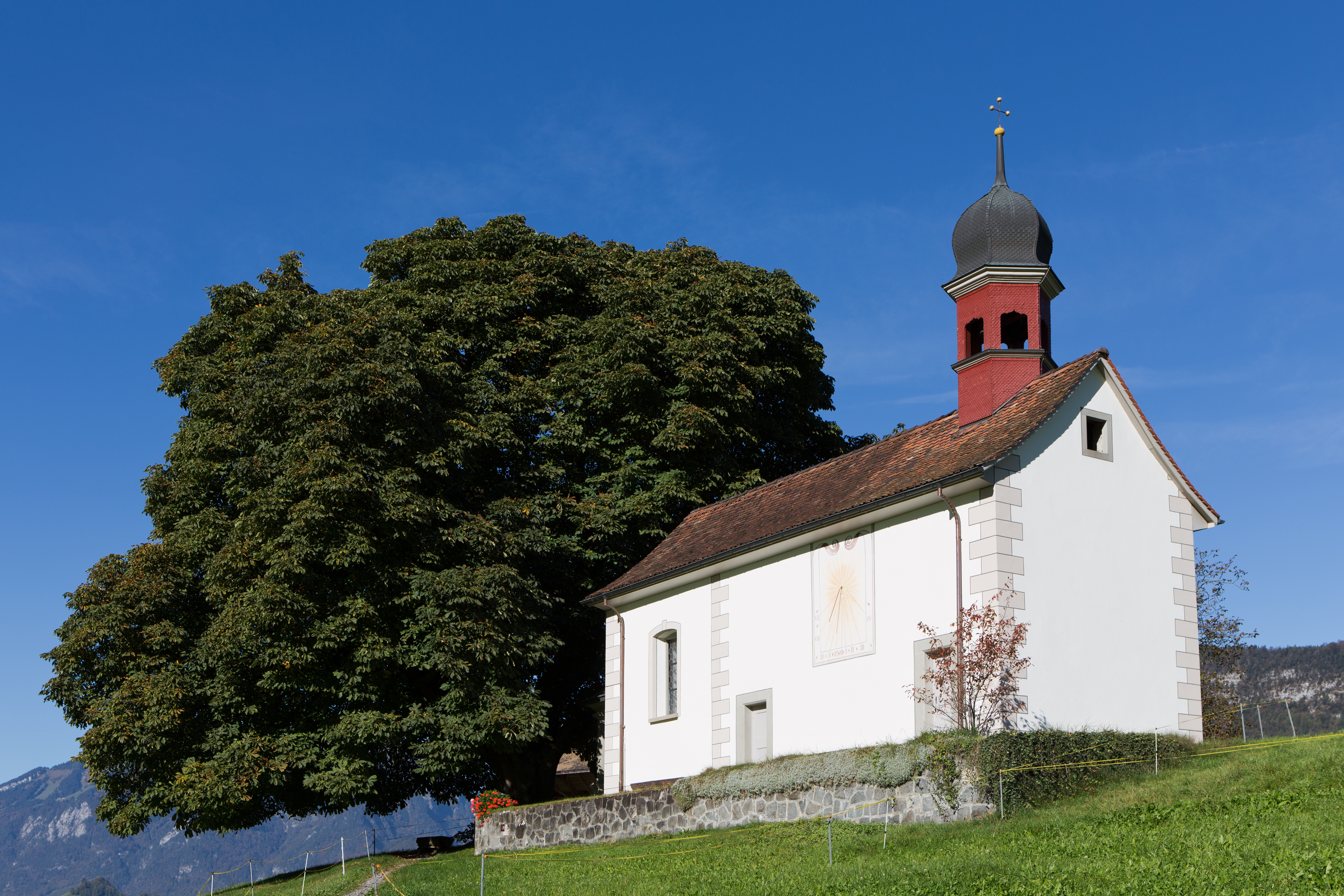
Loretokapelle, Ennerberg
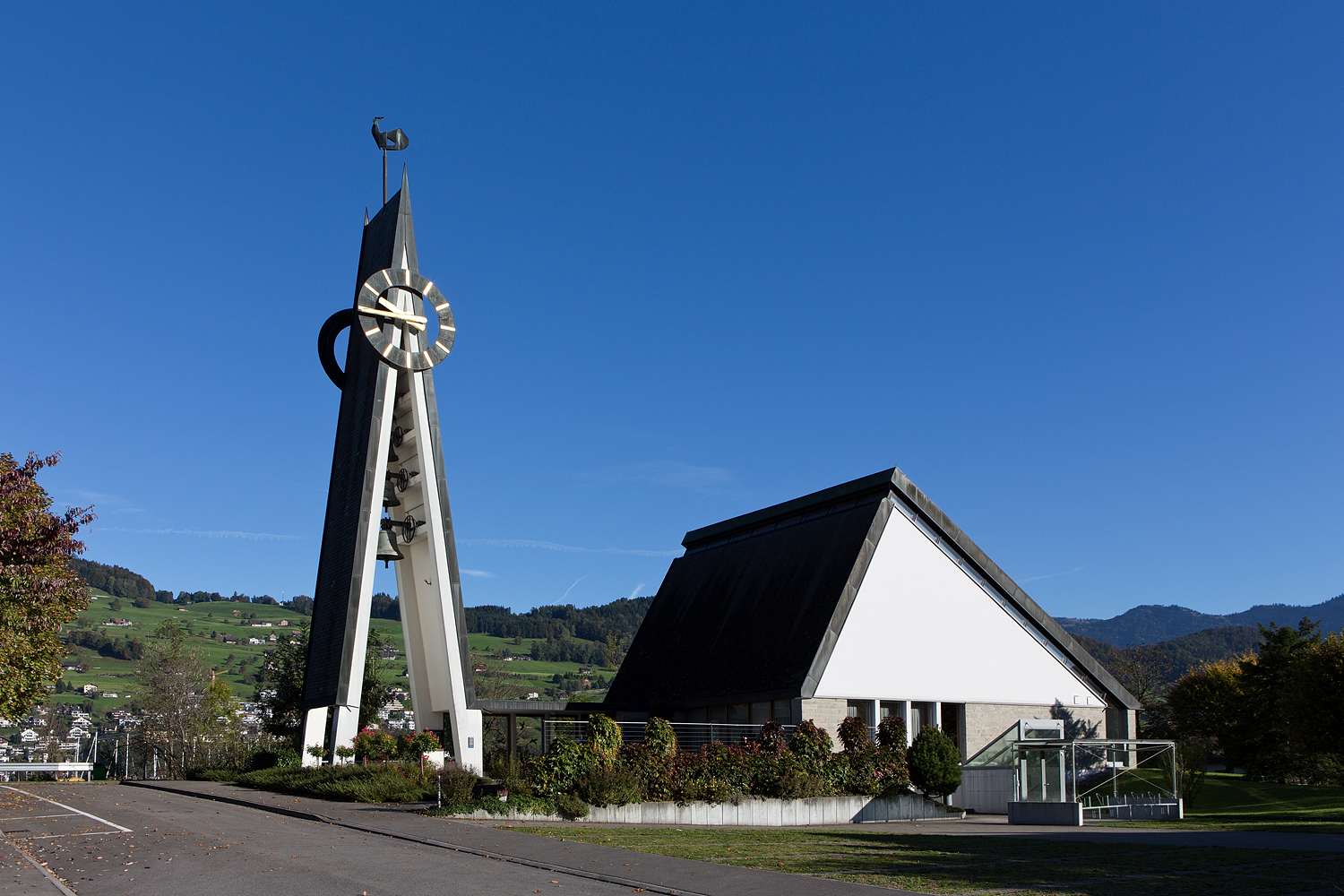
Reformierte Kirche
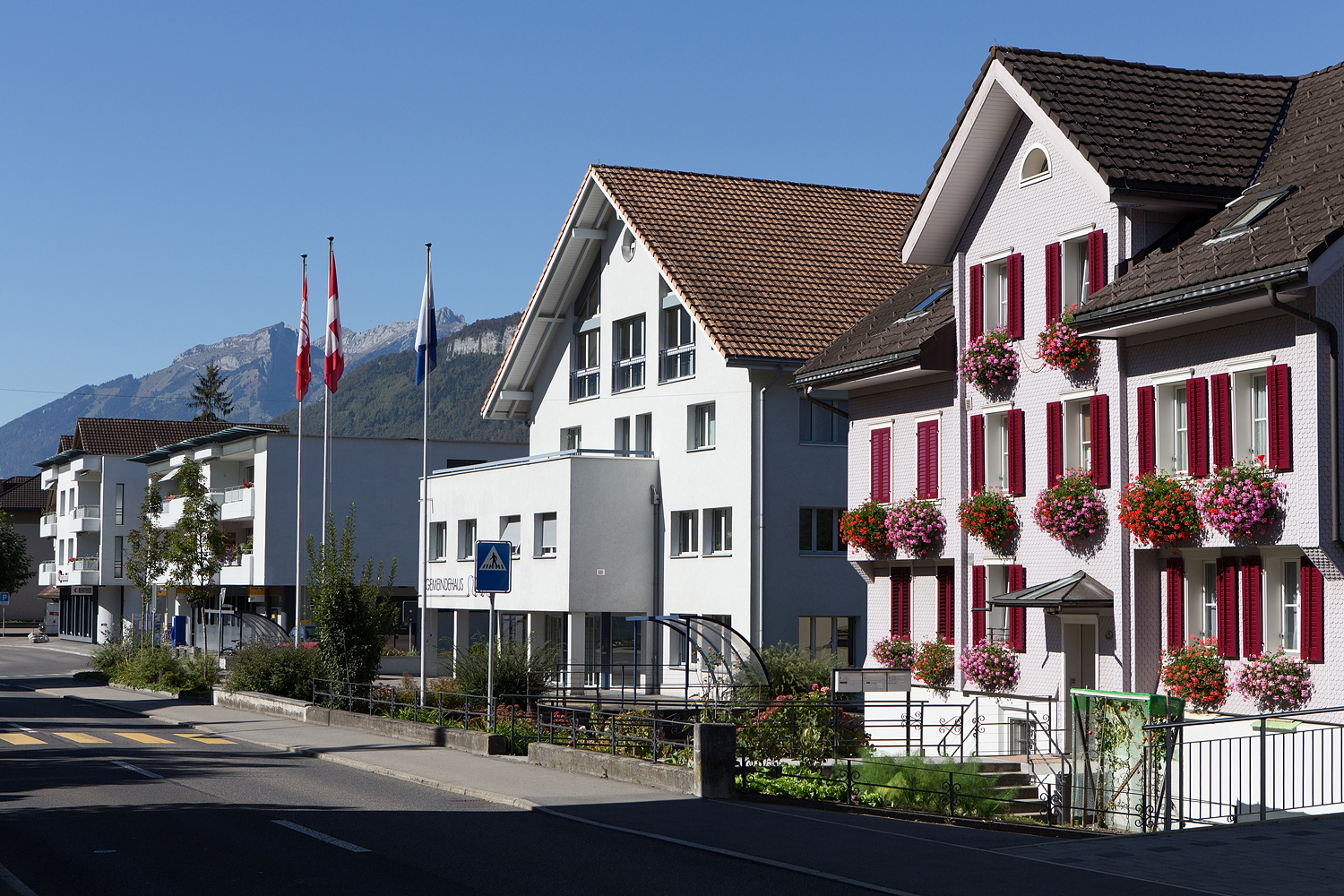
Gemeindehaus, Beckenriederstrasse
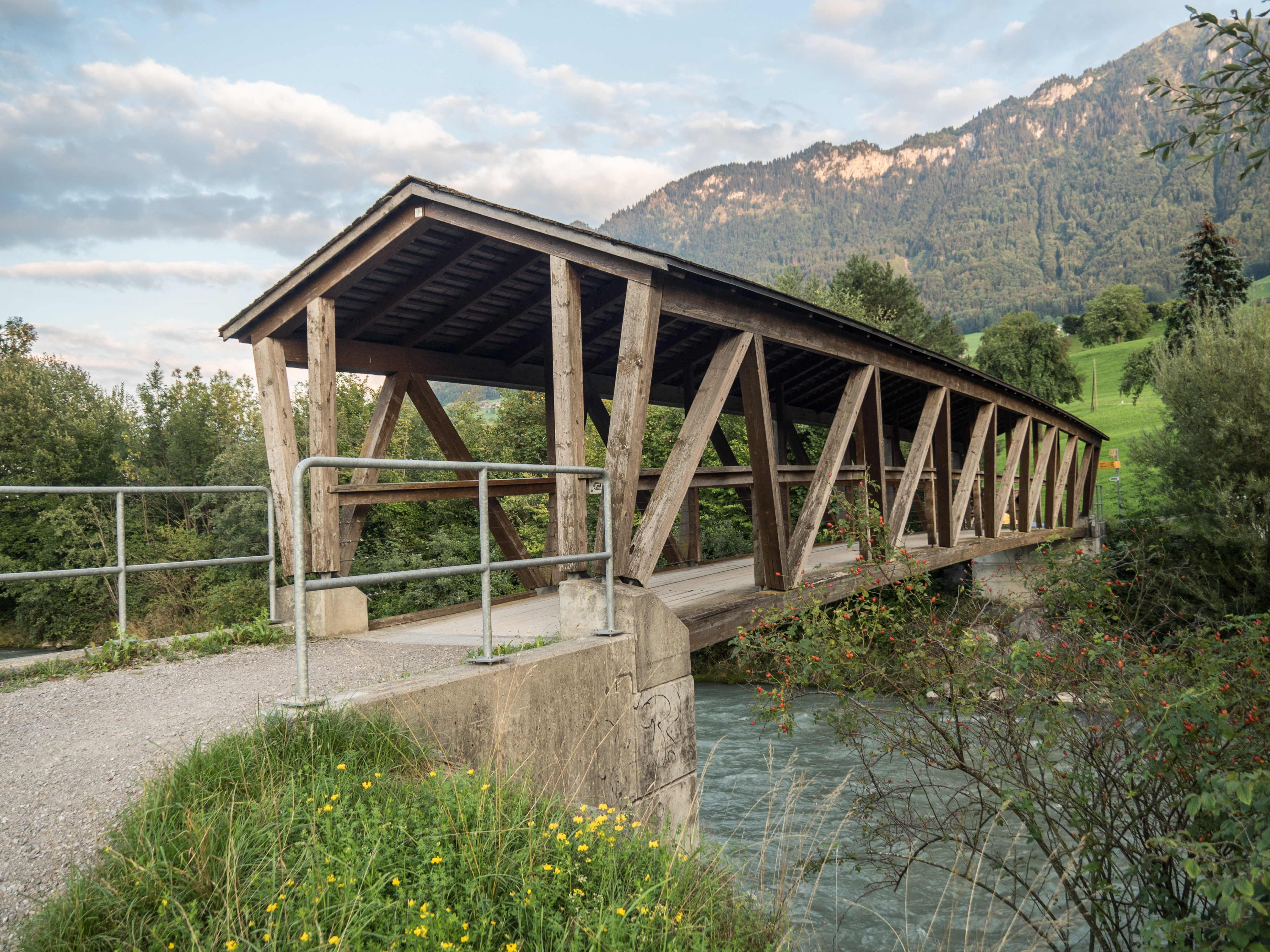
Eggertsbüelbrücke von 1998 über die Engelberger Aa
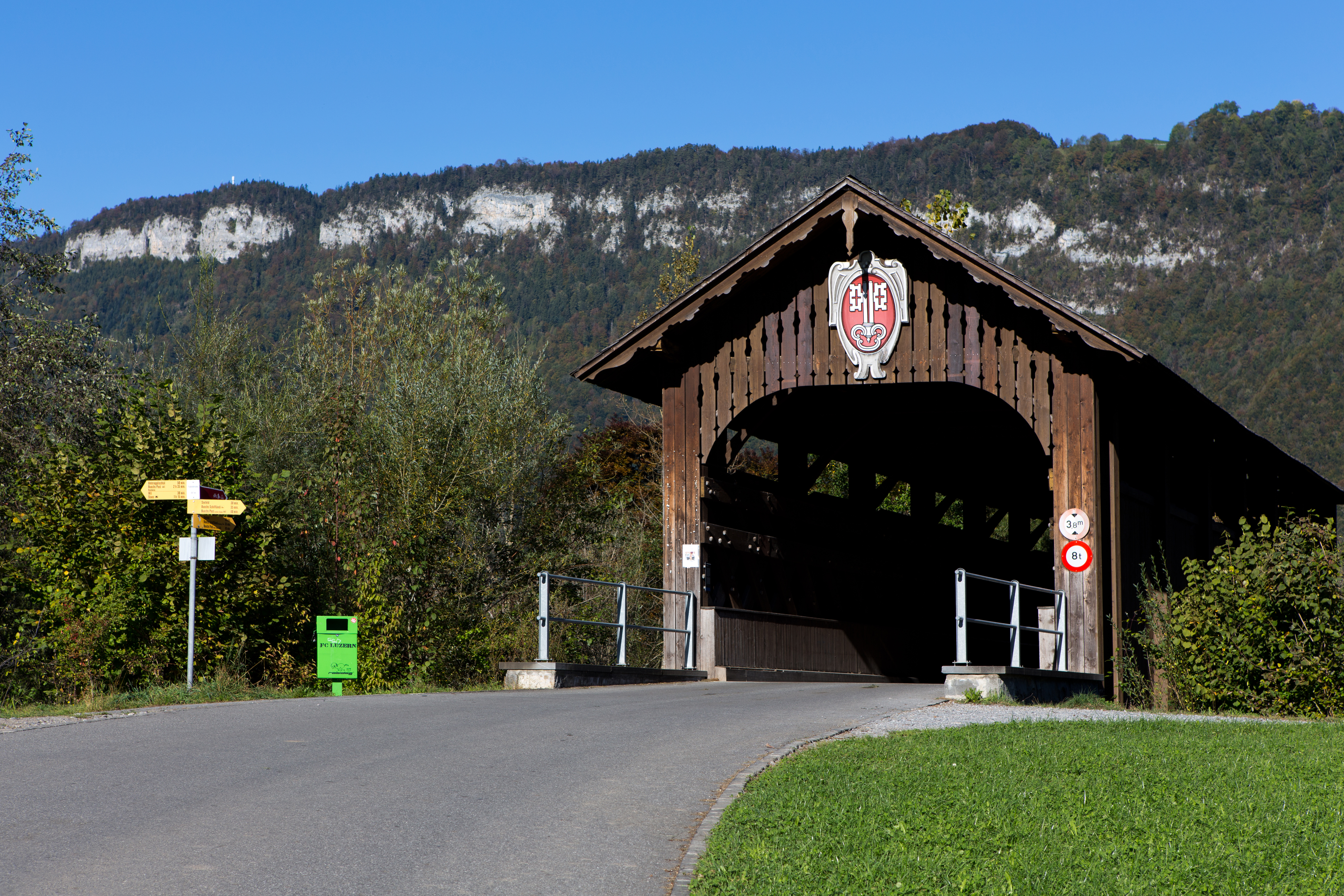
Alte Fadenbrücke an der Aa
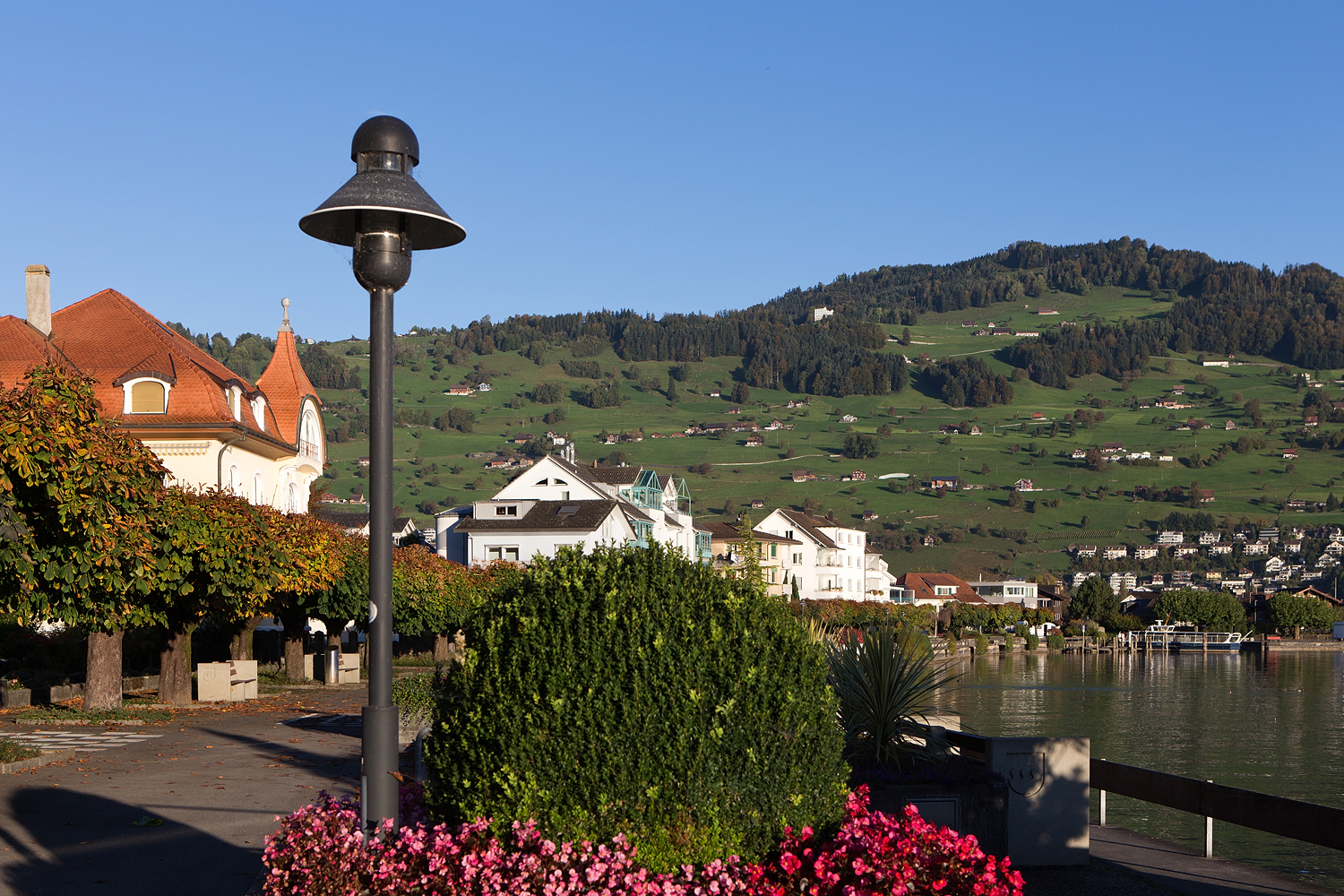
Das Quai an der Buochser Bucht
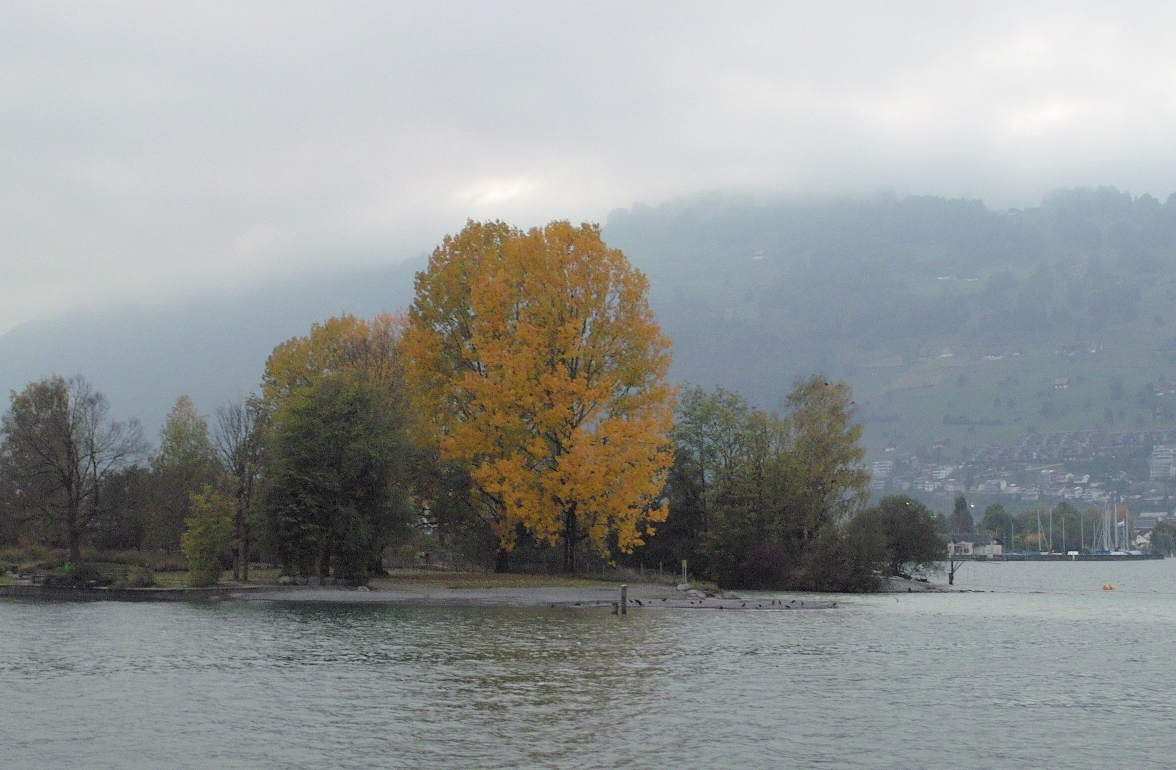
Mündung der Aa in den Vierwaldstättersee
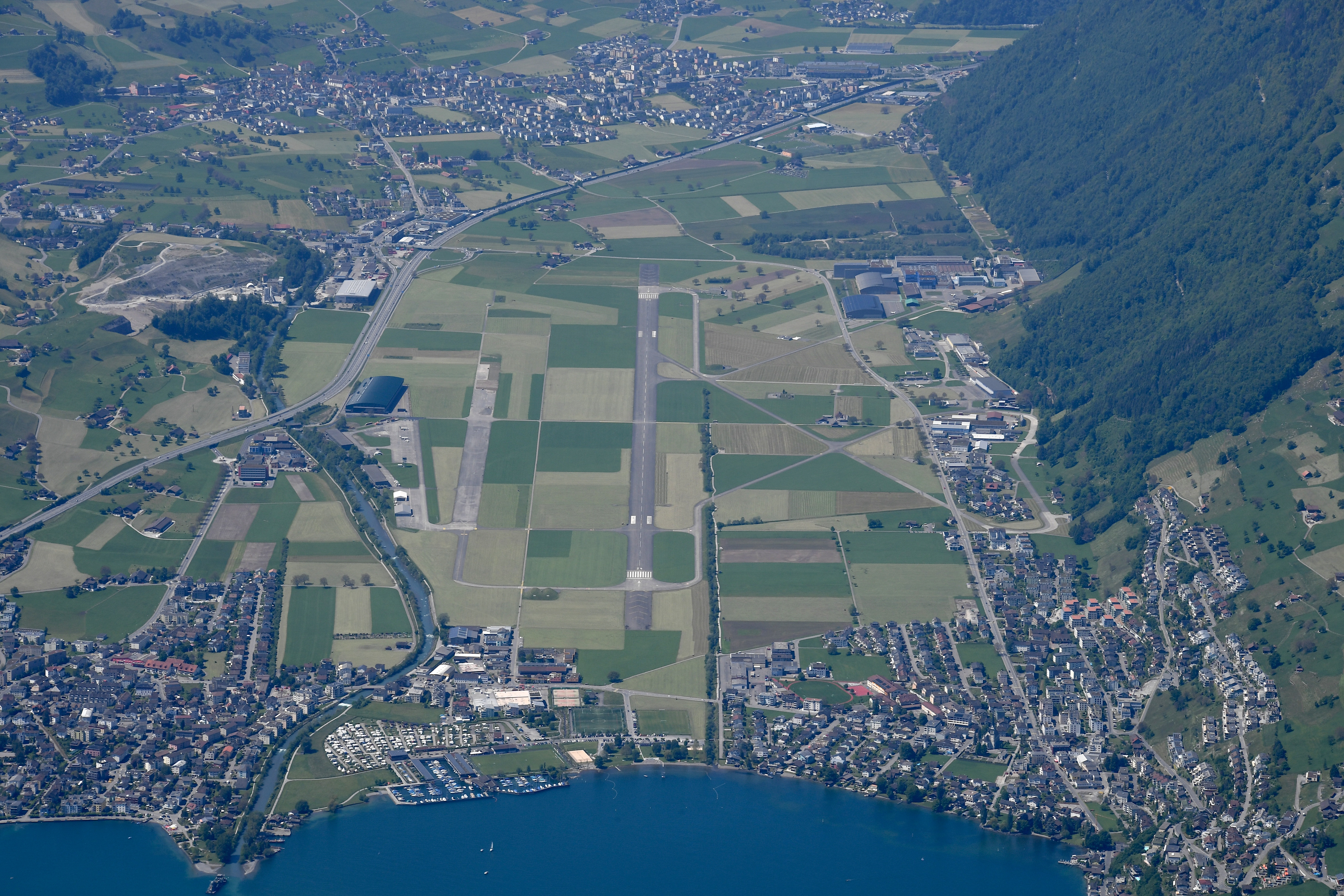
Flugplatz Buochs
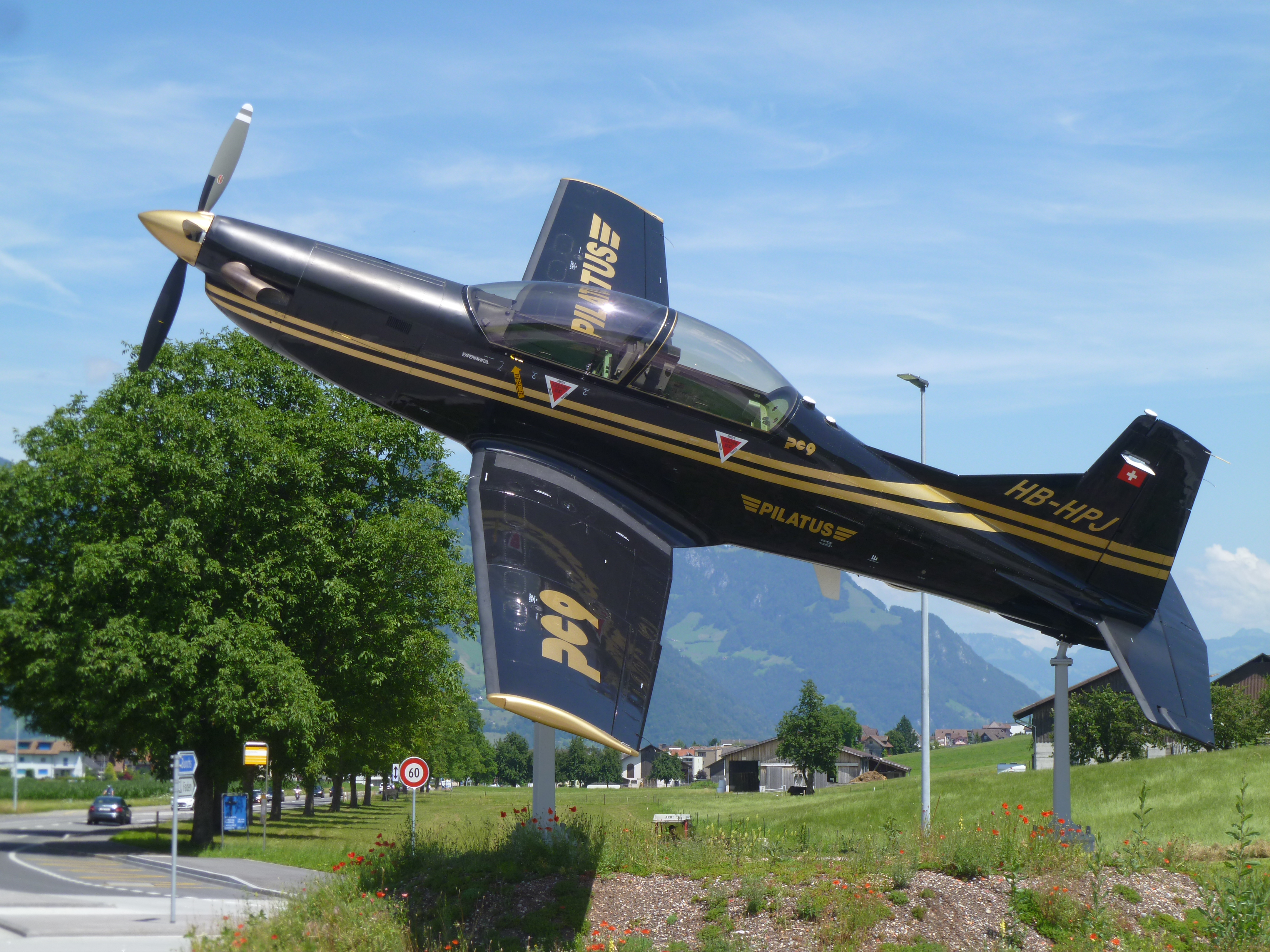
Kunst im Kreisel Fadenbrücke

## Persönlichkeiten
- Johann Melchior Wyrsch (1732–1798), Porträtist und Kirchenmaler
- Kaspar Joseph Barmettler (1745–1810), Politiker
- Johann Joseph Achermann (1769–1834), Politiker
- Stanislaus Achermann (1780–1858), Politiker
- Melch Remigi Joller (1799–1873), Politiker
- Melchior Wyrsch (1817–1873), Arzt und Politiker, Nationalrat
- Peter Bucher (1820–1910), Politiker
- Jakob Wyrsch (1842–1933), Politiker
- Joseph Maria Wyrsch (1851–1905), Politiker
- Josef Maria Achermann (1856–1926), Politiker
- Josef Odermatt (1864–1932), Politiker
- Eduard Bucher (1865–1943), Politiker
- Josef von Zuben (1866–1938), Politiker
- Johannes Arnold Melchior Frank (1882–1945), Politiker
- Joseph Odermatt (1892–1977), Landammann und Nationalrat
- Henri Fierz (1897–1972), Flugzeugkonstrukteur, gestorben in Buochs
- Charles Wyrsch (1920–2019), Maler, Zeichner und Grafiker
- Eduard Achermann (1928–2004), Afrikamissionar und Theologieprofessor
- Peter Risi (1950–2010), Fussballspieler
- Marco Odermatt (* 1997), Skirennfahrer